# Natação nos Jogos Pan-Americanos de 2019 - 200 m costas masculino
As competições dos 200 metros costas masculino da natação nos Jogos Pan-Americanos de 2019 foram realizadas em 7 de agosto no Centro Aquático Nacional, em Lima, no Peru. 

## Calendário
Horário local (UTC-5).
| Data        | Horário | Fase          |
| ----------- | ------- | ------------- |
| 7 de agosto | 12:02   | Eliminatórias |
| 7 de agosto | 21:48   | Final B       |
| 7 de agosto | 21:48   | Final A       |

## Medalhistas
| Ouro   | USA Daniel Carr      |
| Prata  | USA Nick Alexander   |
| Bronze | BRA Leonardo de Deus |

## Recordes
Antes desta competição, os recordes mundiais e pan-americanos da prova eram os seguintes:
| Tipo                             | Atleta            | Tempo   | Local   | Data                |
| -------------------------------- | ----------------- | ------- | ------- | ------------------- |
|                                  | USA Aaron Peirsol | 1m51s92 | Roma    | 31 de julho de 2009 |
| Recorde dos Jogos Pan-Americanos | USA Sean Lehane   | 1m57s11 | Toronto | 15 de julho de 2015 |

## Resultados

### Eliminatórias
A eliminatória foi realizada em 7 de agosto. 
| Pos. | Bateria | Raia | Nadador                | Nacionalidade                | Tempo   | Notas |
| ---- | ------- | ---- | ---------------------- | ---------------------------- | ------- | ----- |
| 1    | 1       | 4    | Daniel Carr            | USA Estados Unidos           | 1:58.55 | QA    |
| 2    | 3       | 4    | Nick Alexander         | USA Estados Unidos           | 1:59.81 | QA    |
| 3    | 1       | 3    | Yeziel Morales Miranda | PUR Porto Rico               | 2:00.29 | QA,   |
| 4    | 3       | 5    | Javier Acevedo         | CAN Canadá                   | 2:01.19 | QA    |
| 5    | 2       | 4    | Leonardo de Deus       | BRA Brasil                   | 2:01.51 | QA    |
| 5    | 1       | 5    | Brandonn Almeida       | BRA Brasil                   | 2:01.51 | QA    |
| 7    | 3       | 6    | Anthony Rincón         | COL Colômbia                 | 2:02.11 | QA    |
| 8    | 1       | 6    | Patrick Groters        | ARU Aruba                    | 2:02.32 | QA,   |
| 9    | 2       | 3    | Omar Pinzón            | COL Colômbia                 | 2:02.93 | QB    |
| 10   | 2       | 5    | Andy Xianyang Song An  | MEX México                   | 2:03.50 | QB    |
| 11   | 2       | 6    | Erick Gordillo Guzmán  | GUA Guatemala                | 2:04.36 | QB    |
| 12   | 3       | 3    | Armando Barrera Aira   | CUB Cuba                     | 2:04.39 | QB    |
| 13   | 2       | 2    | Agustin Hernandez      | ARG Argentina                | 2:04.93 | QB    |
| 14   | 3       | 7    | Jack Stewart Kirby     | BAR Barbados                 | 2:05.59 | QB    |
| 15   | 1       | 7    | Carlos Cobos Davelouis | PER Peru                     | 2:06.53 | QB    |
| 16   | 1       | 2    | Steven Cobos           | ECU Equador                  | 2:07.03 | QB    |
| 17   | 3       | 2    | Matías López           | PAR Paraguai                 | 2:07.30 |       |
| 18   | 2       | 1    | Matthew Mays           | ISV Ilhas Virgens Americanas | 2:08.00 |       |
| 19   | 3       | 1    | Jose Neumann Doig      | PER Peru                     | 2:08.36 |       |
| 20   | 2       | 7    | Jesus Lopez Yanez      | VEN Venezuela                | 2:09.51 |       |
| 21   | 1       | 1    | Maximiliano Valdovinos | CHI Chile                    | 2:10.27 |       |
| 22   | 3       | 8    | Hernán González        | PAN Panamá                   | 2:11.84 |       |
| 23   | 2       | 8    | Eisner Barbarena       | NCA Nicarágua                | 2:15.83 |       |

### Final B
A final B foi realizada em 7 de agosto. 
| Pos. | Raia | Nadador                | Nacionalidade | Tempo   | Notas |
| ---- | ---- | ---------------------- | ------------- | ------- | ----- |
| 9    | 5    | Andy Xianyang Song An  | MEX México    | 2:02.95 |       |
| 10   | 4    | Omar Pinzón            | COL Colômbia  | 2:03.75 |       |
| 11   | 3    | Erick Gordillo Guzmán  | GUA Guatemala | 2:04.88 |       |
| 12   | 6    | Armando Barrera Aira   | CUB Cuba      | 2:05.15 |       |
| 13   | 2    | Agustin Hernandez      | ARG Argentina | 2:05.52 |       |
| 14   | 8    | Steven Cobos           | ECU Equador   | 2:05.89 |       |
| 15   | 1    | Carlos Cobos Davelouis | PER Peru      | 2:06.84 |       |
| 16   | 7    | Jack Stewart Kirby     | BAR Barbados  | 2:07.66 |       |

### Final A
A final A foi realizada em 7 de agosto. 
| Pos.              | Raia | Nadador                | Nacionalidade      | Tempo   | Notas            |
| ----------------- | ---- | ---------------------- | ------------------ | ------- | ---------------- |
| Medalha de ouro   | 4    | Daniel Carr            | USA Estados Unidos | 1:58.13 |                  |
| Medalha de prata  | 5    | Nick Alexander         | USA Estados Unidos | 1:58.30 |                  |
| Medalha de bronze | 2    | Leonardo de Deus       | BRA Brasil         | 1:58.73 |                  |
| 4                 | 6    | Javier Acevedo         | CAN Canadá         | 1:59.70 |                  |
| 5                 | 3    | Yeziel Morales Miranda | PUR Porto Rico     | 2:00.27 | Recorde nacional |
| 6                 | 7    | Brandonn Almeida       | BRA Brasil         | 2:01.51 |                  |
| 7                 | 1    | Anthony Rincón         | COL Colômbia       | 2:02.46 |                  |
| 8                 | 8    | Patrick Groters        | ARU Aruba          | 2:03.65 |                  |

Legenda
| Recorde mundial                  | Recorde mundial (World record)               |                       | Recorde africano                      | Recorde africano (African) |                                           | Q | Classificado por posição (Qualified) |
| Recorde dos Jogos Pan-Americanos | Recorde pan-americano (Pan-American record)  | Recorde da América    | Recorde da América (Americas)         | q                          | Classificado por melhor tempo (Qualified) |   |                                      |
| Melhor marca do ano              | Melhor marca do ano (World leading)          | Recorde asiático      | Recorde asiático (Asian)              | DNS                        | Não largou (Did not start)                |   |                                      |
| Recorde nacional                 | Recorde nacional (National record)           | Recorde europeu       | Recorde europeu (European)            | DNF                        | Não terminou (Did not finish)             |   |                                      |
| Recorde pessoal                  | Recorde pessoal do atleta (Personal best)    | Recorde da Oceania    | Recorde da Oceania (Oceania)          | DSQ / DQ                   | Desclassificado (Disqualified)            |   |                                      |
| Recorde da temporada             | Recorde da temporada do atleta (Season best) | Recorde sul-americano | Recorde sul-americano (South America) | NM                         | Sem marca (No mark)                       |   |                                      |